# Accounts of Materials Research
Accounts of Materials Research <材料研究述评>（缩写 AMR，Acc. Mater. Res. ) 是由上海科技大学主办，上海科技大学与美国化学学会ACS共同出版的国际学术期刊。AMR于2020年10月创刊(月刊)。创刊主编为原美国西北大学、现西湖大学黄嘉兴教授。来自全球15个国家的41名杰出科学家组成编委会（其中国际编委超过80%，女性编委超过三分之一）。该杂志发表简明扼要的个人评论和观点性综述文章，概述材料科学和工程各个方面的最新研究进展，旨在向读者介绍系统的研究工作。大多数稿件是在主编邀请后提交的，但也考虑未经同行评审的评论文章，对当前的研究问题发表相关见解。AMR是上海科技大学主办的首个国际学术期刊，先后被ESCI和Scopus数据库收录，与美国化学会综述期刊Accounts of Chemical Research和Chemical Reviews一起组成新的高影响力综述期刊平台。
材料研究述评AMR 2021 年的 CiteScore 为 3.4。2022 年的 CiteScore 为 10.0。2023年6月28日，科睿唯安发布首次影响因子为14.6。

## 摘要與索引服務
該期刊被以下摘要與索引所收錄:
- Chemical Abstracts Service
- Emerging Science Citation Index